# City-Galerie Aschaffenburg
De City-Galerie in Aschaffenburg is een binnenstedelijk winkelcentrum dat in 1974 werd geopend. Het grenst direct aan het Schöntal Park en het voetgangersgebied in de binnenstad. Het centraal station ligt op 600 meter.
Het winkelcentrum beschikt momenteel over een oppervlakte van 57.000 m², waarvan ruim 46.600 m² winkelruimte. De City-Galerie heeft ongeveer 26.000 bezoekers per dag.

## Geschiedenis en beschrijving
Na een bouwperiode van 16 maanden, opende de City-Galerie op 7 maart 1974 als een volledig overdekt en volledig geklimatiseerd winkelcentrum met 40 winkels op een vloeroppervlak van 44.000 m². De winkels zijn verdeeld over twee verdiepingen. Aangrenzend was een parkeergarage met 1.500 parkeerplaatsen op 6 niveaus.
De City-Galerie werd in de jaren daarna meerdere malen verbouwd, gemoderniseerd en uitgebreid. In 1984-1985 werd het centrum gemoderniseerd door het aanbrengen van atriums met lichtkoepels met helder glas.
In 1998-1999 werden opnieuw omvangrijke uitbreidings- en moderniseringsmaatregelen uitgevoerd. De oude parkeergarage werd gesloopt en vervangen door een uitbreiding van de winkeloppervlakte en een nieuwe parkeergarage van 11 verdiepingen met 1.700 parkeerplaatsen.
In 2008-2009 vonden opnieuw verbouwingen plaats, waarbij de entreegebieden gewijzigd zijn en op de eerste verdieping een foodcourt met meerdere horecabedrijven werd gerealiseerd. Bij deze verbouwingen is de oppervlakte vergoot naar 57.000 m², waarvan 46.600 m² winkelruimte op de twee niveaus van het winkelcentrum.
De laatste moderniseringen en verbouwingen vonden plaats in 2020-2021, waarbij een nieuwe kinderopvang en crèche werden toegevoegd.

## Winkels
De ruim 70 winkels bieden een breed assortiment aan kleding, levensmiddelen en cosmetica. De ankerhuurders van het winkelcentrum zijn Media Markt, Müller, H&M, Deichmann, C&A, Douglas, Hussel en Thalia .

## Eigendom en beheer
Op 1 januari 2006 verkocht de Rheinisch-Westfälische Immobilien-Anlagegesellschaft (RWI) de City-Galerie voor 140 miljoen euro aan Commerzbank Grundbesitz-Spezialfondsgesellschaft (CGS) uit Wiesbaden.
In 2013 verkocht de vastgoeddochter van Commerzbank, Commerz Real, haar Spezialfondsgesellschaft aan Internos Global Investors Ltd. Na de overname van Internos door Principal Global Investors (PGI) in 2018, werd het omgedoopt tot Principal Real Estate Europe en maakt sindsdien deel uit van Principal Real Estate Investors.
Het beheer van het centrum is sinds januari 2018 in handen van DI Management GmbH.